# Ле-Бо-де-Прованс
Ле-Бо-де-Прова́нс (фр. Les Baux-de-Provence) — коммуна на юго-востоке Франции, в кантоне Салон-де-Прованс-1 округа Арль, департамент Буш-дю-Рон, регион Прованс — Альпы — Лазурный Берег. Входит в ассоциацию «Самых красивых деревень Франции».

## Географическое положение

Топографическая карта массива Альпий

Ле-Бо — одно из наиболее живописных и популярных среди туристов селений Прованса, расположено у развалин замка Бо на скалистом кряже Альпий («Малых Альп») в департаменте Буш-дю-Рон, на северо-восток от Арля.
Площадь коммуны — 18,07 км², население — 465 человек (2012), плотность населения — 25,7 чел/км².

## Климат
В городе климат умеренно жаркий.
| Показатель              | Янв. | Фев. | Март | Апр. | Май  | Июнь | Июль | Авг. | Сен. | Окт. | Нояб. | Дек. | Год  |
| ----------------------- | ---- | ---- | ---- | ---- | ---- | ---- | ---- | ---- | ---- | ---- | ----- | ---- | ---- |
| Средняя температура, °C | 4,7  | 6,0  | 8,7  | 11,7 | 15,5 | 19,2 | 22,1 | 21,3 | 18,4 | 13,8 | 8,8   | 5,4  | 13,0 |
| Норма осадков, мм       | 53   | 61   | 57   | 52   | 53   | 44   | 24   | 44   | 77   | 96   | 70    | 63   | 694  |
| Источник: Climate Data  |      |      |      |      |      |      |      |      |      |      |       |      |      |

## История
Скала Ле-Бо была заселена ещё во времена кельтов. В Средние века сеньоры де Бо воздвигли здесь мощную цитадель, где собирали на турниры лучших трубадуров и откуда пытались распространить свою власть на весь Прованс. В знак своего происхождения от одного из царей, которые пришли поклониться младенцу Христу, сеньоры де Бо приняли за свой геральдический символ Вифлеемскую звезду. Феодальный дом де Бо оставался одним из главных игроков в истории Прованса вплоть до его присоединения к королевскому домену.
Распространение на юге Франции кальвинистского учения привело к восстанию гугенотов во главе с герцогом Роганом (1632). Кардинал Ришельё не только подавил его, но и повелел разрушить основные прованские твердыни, в число которых попал и Ле-Бо. В 1642 г. по союзному договору с Гримальди из Монако этим правителям был дарован титул маркиза де Бо. С тех пор его употребляет наследник монегасского престола. В 1822 г. геолог Пьер Бертье обнаружил близ Ле-Бо минерал, названный им в честь этого города бокситом.

## Население
Согласно данным Национального института статистики и экономических исследований Франции (INSEE) в 2012 году численность населения в городе составила всего 451 человек, хотя в прежние годы количество жителей превышало 4000.
В 2011 году проживало 451 человек, из них 12,0 % младше 14 лет, 12,4 % — от 15 до 29 лет, 15,3 % — от 30 до 44, 19,7 % — от 45 до 59 лет, 40,6 % старше 60.
Динамика населения согласно INSEE:
| Население города в XIX—XXI веках |
| -------------------------------- |
|                                  |

Средний декларируемый годовой доход в коммуне: 22 376 евро. 9,4 % населения заняты в сфере сельского хозяйства, 3,7 % — в индустрии, 82,7 % — в сфере услуг (включая строительство).

## Достопримечательности

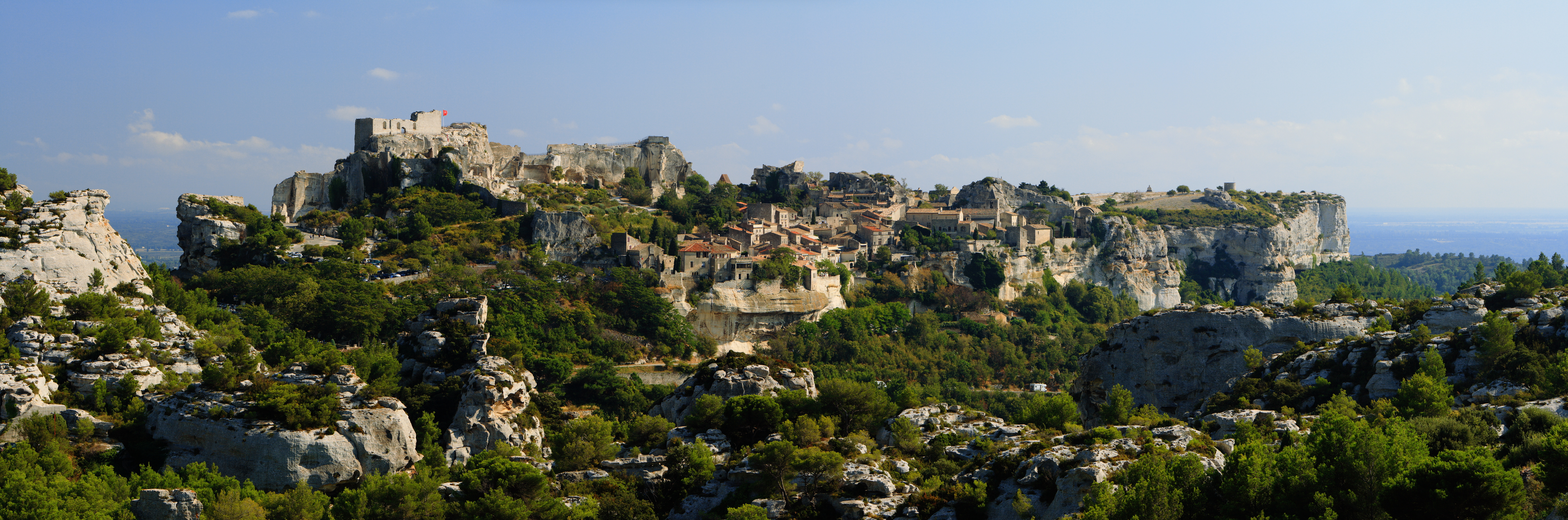
Бо-де-Прованс